# Tetraclita rubescens
Tetraclita rubescens är en kräftdjursart som beskrevs av Darwin 1854. Tetraclita rubescens ingår i släktet Tetraclita och familjen Tetraclitidae. Inga underarter finns listade i Catalogue of Life.